# Saoud-bin-Abdulrahman-Stadion
Das Saoud-bin-Abdulrahman-Stadion (arabisch ملعب سعود بن عبدالرحمن), auch bekannt als al-Wakrah-Stadion, ist ein multifunktionelles Stadion in al-Wakra, Katar. Es wird meistens für Fußballspiele verwendet und ist das Heimstadion des al-Wakrah SC. Es hat eine Kapazität von rund 20.000 Plätzen.
Ein neues al-Wakrah Stadium wird für die Fußball-Weltmeisterschaft 2022 errichtet und soll das neue Heimstadion des al-Wakrah SC werden.